# Walter Nudo
Walter Nudo (* 2. Juni 1970 in Montréal, Kanada) ist ein kanadischer Filmschauspieler.
Nudo ging vor seiner Arbeit als Filmschauspieler unterschiedlichen Jobs nach. So war er unter anderem Türsteher, Kraftfahrer und Boxer. Nudo zog nach Italien, wo er 2003 in der italienischen Version der Fernsehshow Survivor (L'isola dei famosi) teilnahm, die er gewann. Mit dem Preisgeld finanzierte er sich sein Schauspielstudium und steht seit 1995 vor der Filmkamera. Sein Debüt war die Komödie Ragazzi della notte.
Nudo, der auch zum Mister Italy gekrönt wurde, war kurzzeitig verheiratet. Mit seiner Frau Tatiana hat er zwei Söhne, Elvis und Martin.

## Filmografie (Auswahl)
- 2002: Die Bibel – Apokalypse (San Giovanni - L'apocalisse)